# Linn Persson
Linn Persson (Torsby, 27 giugno 1994) è una biatleta svedese.

## Biografia
Ha esordito in Coppa del Mondo il 20 marzo 2015 a Chanty-Mansijsk (59ª in sprint) e ai Campionati mondiali a Oslo Holmenkollen 2016, dove si è classificata 34ª nella sprint, 40ª nell'inseguimento, 36ª nell'individuale, 10ª nella staffetta e 12ª nella staffetta mista. Ha ottenuto il primo podio in Coppa del Mondo il 7 gennaio 2018 a Oberhof (3ª in staffetta) e il primo podio individuale il 22 dicembre 2019 arrivando terza nella gara a partenza in linea di Annecy Le Grand-Bornand.
Ai XXIII Giochi olimpici invernali di Pyeongchang 2018, suo esordio olimpico, si è classificata 37ª nella sprint, 21ª nell'inseguimento, 11ª nell'individuale, 22ª nella partenza in linea e 2ª nella staffetta. Ai Mondiali di Oberhof 2023 ha vinto la medaglia d'argento nell'individuale, quella di bronzo nella sprint e nella staffetta ed è stata 10ª nell'inseguimento e 8ª nella partenza in linea; a quelli di Nové Město na Moravě 2024 ha conquistato la medaglia d'argento nella staffetta e si è classificata 10ª nell'individuale e 17ª nella partenza in linea.

## Palmarès

### Olimpiadi
- 2 medaglie:
  - 1 oro (staffetta a Pechino 2022)
  - 1 argento (staffetta a Pyeongchang 2018)

### Mondiali
- 6 medaglie:
  - 3 argenti (staffetta[1] a Östersund 2019; individuale a Oberhof 2023; staffetta a Nové Město na Moravě 2024)
  - 3 bronzi (staffetta mista[1] a Pokljuka 2021; sprint, staffetta a Oberhof 2023)

### Coppa del Mondo
- Miglior piazzamento in classifica generale: 13ª nel 2023
- 23 podi (3 individuali, 20 a squadre), oltre a quello conquistato in sede iridata e valido anche ai fini della Coppa del Mondo:
  - 4 vittorie (a squadre)
  - 9 secondi posti (1 individuale, 8 a squadre)
  - 10 terzi posti (2 individuali, 8 a squadre)

#### Coppa del Mondo - vittorie
| Data             | Località             | Nazione   | Specialità                                          |
| ---------------- | -------------------- | --------- | --------------------------------------------------- |
| 4 marzo 2021     | Nové Město na Moravě | Rep. Ceca | RL (con Mona Brorsson, Hanna Öberg e Elvira Öberg)  |
| 14 marzo 2021    | Nové Město na Moravě | Rep. Ceca | SMX (con Sebastian Samuelsson)                      |
| 11 dicembre 2021 | Hochfilzen           | Austria   | RL (con Anna Magnusson, Elvira Öberg e Hanna Öberg) |
| 1º dicembre 2022 | Kontiolahti          | Finlandia | RL (con Anna Magnusson, Hanna Öberg e Elvira Öberg) |

Legenda:

RL = staffetta

SMX = staffetta singola mista